# Frances O'Connor (attrice 1967)
Frances Ann O'Connor (Wantage, 12 giugno 1967) è un'attrice statunitense.

## Biografia
Frances O'Connor nasce a Wantage (Oxfordshire), in Inghilterra, da madre pianista e padre fisico nucleare. All'età di due anni, la sua famiglia si è trasferita a Perth, in Australia Occidentale. O'Connor è stata educata in una scuola cattolica e ha frequentato il Mercedes College a Perth, ma considera Melbourne casa sua. O'Connor ha frequentato la Western Australian Academy of Performing Arts e ottenuto una Laurea di primo grado in letteratura alla Curtin University of Technology.

### Vita privata
Lei ed il suo partner, Gerald Lepkowski, hanno avuto il loro primo bambino, Luka, nell'aprile del 2005.

## Filmografia

### Attrice

#### Cinema
- Bathing Boxes, regia di Ann Turner – cortometraggio (1995)
- Amore e altre catastrofi (Love and Other Catastrophes), regia di Emma-Kate Croghan (1996)
- Kiss or Kill, regia di Bill Bennett (1997)
- Thank God He Met Lizzie, regia di Cherie Nowlan (1997)
- Con un po' d'anima (A Little Bit of Soul), regia di Peter Duncan (1998)
- A Margherita with Hot Salami, regia di Daina Reid – cortometraggio (1999)
- Mansfield Park, regia di Patricia Rozema (1999)
- About Adam, regia di Gerard Stembridge (2000)
- Indiavolato (Bedazzled), regia di Harold Ramis (2000)
- A.I. - Intelligenza artificiale (Artificial Intelligence: AI), regia di Steven Spielberg (2001)
- L'importanza di chiamarsi Ernest (The Importance of Being Earnest), regia di Oliver Parker (2002)
- Windtalkers, regia di John Woo (2002)
- Timeline - Ai confini del tempo (Timeline), regia di Richard Donner (2003)
- Adolescenza inquieta (Book of Love), regia di Alan Brown (2004)
- L'ultima porta - The Lazarus Child (The Lazarus Child), regia di Graham Theakston (2005)
- Three Dollars, regia di Robert Connolly (2005)
- Piccadilly Jim, regia di John McKay (2006)
- Blessed, regia di Ana Kokkinos (2009)
- The Hunter, regia di Daniel Nettheim (2011)
- Little Red Wagon, regia di David Anspaugh (2012)
- Jayne Mansfield's Car - L'ultimo desiderio (Jayne Mansfield's Car), regia di Billy Bob Thornton (2012)
- La verità su Emanuel (Truth About Emanuel), regia di Francesca Gregorini (2013)
- Best Man Down, regia di Ted Koland (2013)
- Mercy, regia di Peter Cornwell (2014)
- The Conjuring - Il caso Enfield (The Conjuring 2), regia di James Wan (2016)
- Go-Kart (Go!), regia di Owen Trevor (2020)

#### Televisione
- Law of the Land – serie TV, episodi sconosciuti (1993)
- Halifax – serie TV, episodio 1x03 (1994)
- The Damnation of Harvey McHugh – serie TV, episodio 1x08 (1994)
- La saga dei McGregor (The Man from Snowy River) – serie TV, episodi 3x19-3x20 (1995)
- Shark Bay – serie TV, episodi sconosciuti (1996)
- Blue Heelers - Poliziotti con il cuore (Blue Heelers) – serie TV, episodi 3x08-3x09-3x10 (1996)
- G.P. – serie TV, episodio 8x06 (1996)
- Frontline – serie TV, episodio 3x08 (1997)
- Madame Bovary, regia di Tim Fywell – film TV (2000) – Emma Bovary
- Angeli d'acciaio (Iron Jawed Angels), regia di Katja von Garnier – film TV (2004)
- Cashmere Mafia – serie TV, 7 episodi (2008)
- Hallelujah, regia di Michael Apted – film TV (2011)
- Ice – miniserie TV, 2 puntate (2011)
- Vegas – serie TV, episodio 1x12 (2013)
- Mr Selfridge – serie TV, 20 episodi (2013-2014)
- C'era una volta (Once Upon a Time) – serie TV, episodio 4x06 (2014)
- The Missing – serie TV, 8 episodi (2014)
- Cleverman – serie TV, 12 episodi (2016-2017)
- Troy - La caduta di Troia (Troy: Fall of a City) – miniserie TV, 7 puntate (2018)
- The End – serie TV, 10 episodi (2020)
- Erotic Stories – serie TV, episodio 1x07 (2023)
- Mercoledì (Wednesday) – serie TV, episodio 2x04 (2025)

### Regista
- Emily (2022)

### Sceneggiatrice
- Emily, regia di Frances O'Connor (2022)

## Doppiatrici italiane
Nelle versioni in italiano, Frances O'Connor è stata doppiata da:
- Barbara De Bortoli in Mansfield Park, Angeli d'acciaio, Cashmere Mafia, The Missing
- Tiziana Avarista in Timeline - Ai confini del tempo, Troy - La caduta di Troia
- Francesca Fiorentini in L'importanza di chiamarsi Ernest, Ice
- Selvaggia Quattrini in Windtalkers, The Conjuring - Il caso Enfield
- Chiara Colizzi in Amore e altre catastrofi
- Franca D'Amato in About Adam
- Chiara Salerno in Indiavolato
- Ilaria Stagni in A.I. - Intelligenza artificiale
- Rossella Acerbo in L'ultima porta - The Lazarus Child
- Alessandra Korompay in Mr Selfridge
- Roberta Paladini in C'era una volta
- Angela Brusa in Mercoledì